# Montpellierginst
Montpellierginst (Genista monspessulana) är en ärtväxtart som först beskrevs av Carl von Linné, och fick sitt nu gällande namn av Lawrence Alexander Sidney Johnson. Genista monspessulana ingår i släktet ginster, och familjen ärtväxter. Inga underarter finns listade i Catalogue of Life. Blomman är mörkt gul.

## Utbredning
Arten har ett relativt stort utbredningsområde, och är växer inhemskt i Albanien forna Jugoslavien, Grekland, Turkiet, Ryssland, Libanon, Syrien, Marocko, Tunisien, Italien, Spanien, Portugal, Frankrike, Balearerna, Korsika, Sicilien och Azorerna. Huruvida den förekommer inhemskt på Kanarieöarna är oklart. Arten har också introducerats i Storbritannien, USA, Bolivia, Chile, Ecuador, Argentina, Colombia, Australien, Tasmanien, Nya Zeeland, Sydafrika och Indien.  På många håll där arten introducerats så räknas den som en invasiv art, däribland Sydafrika och USA.

## Bildgalleri

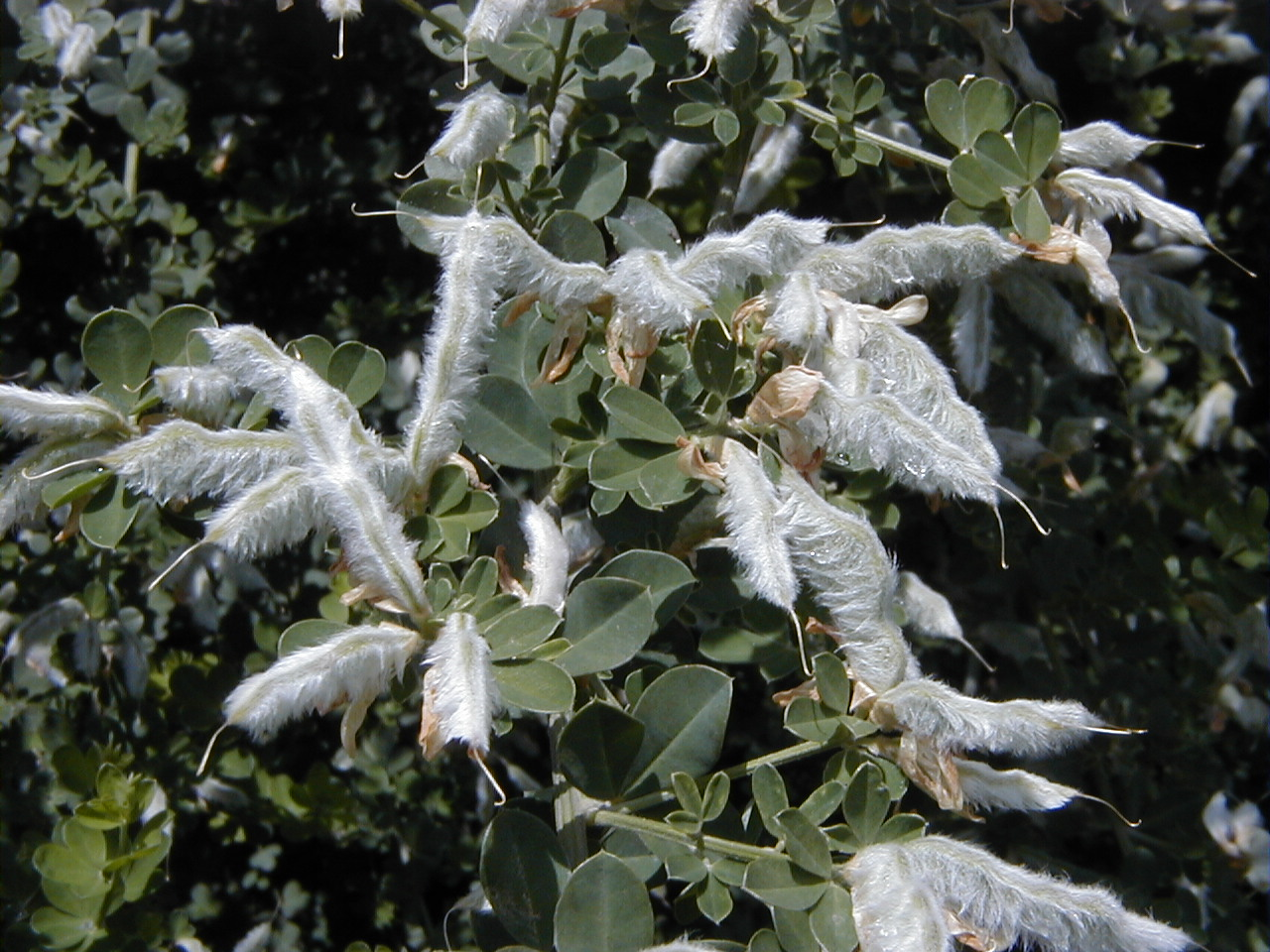
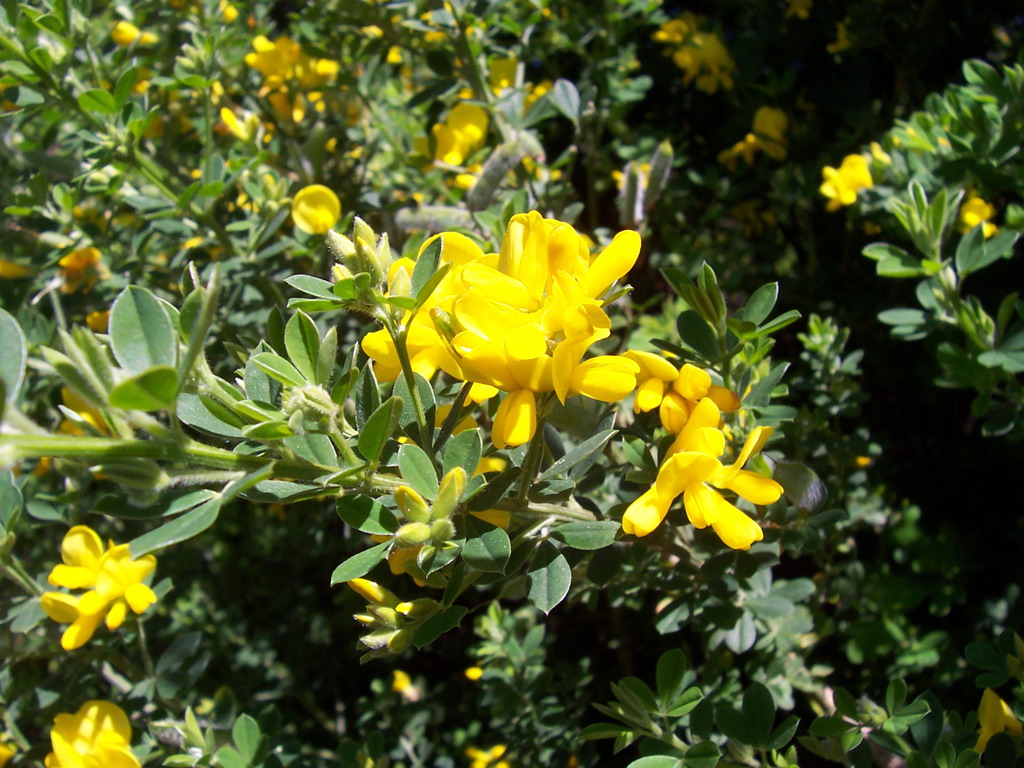
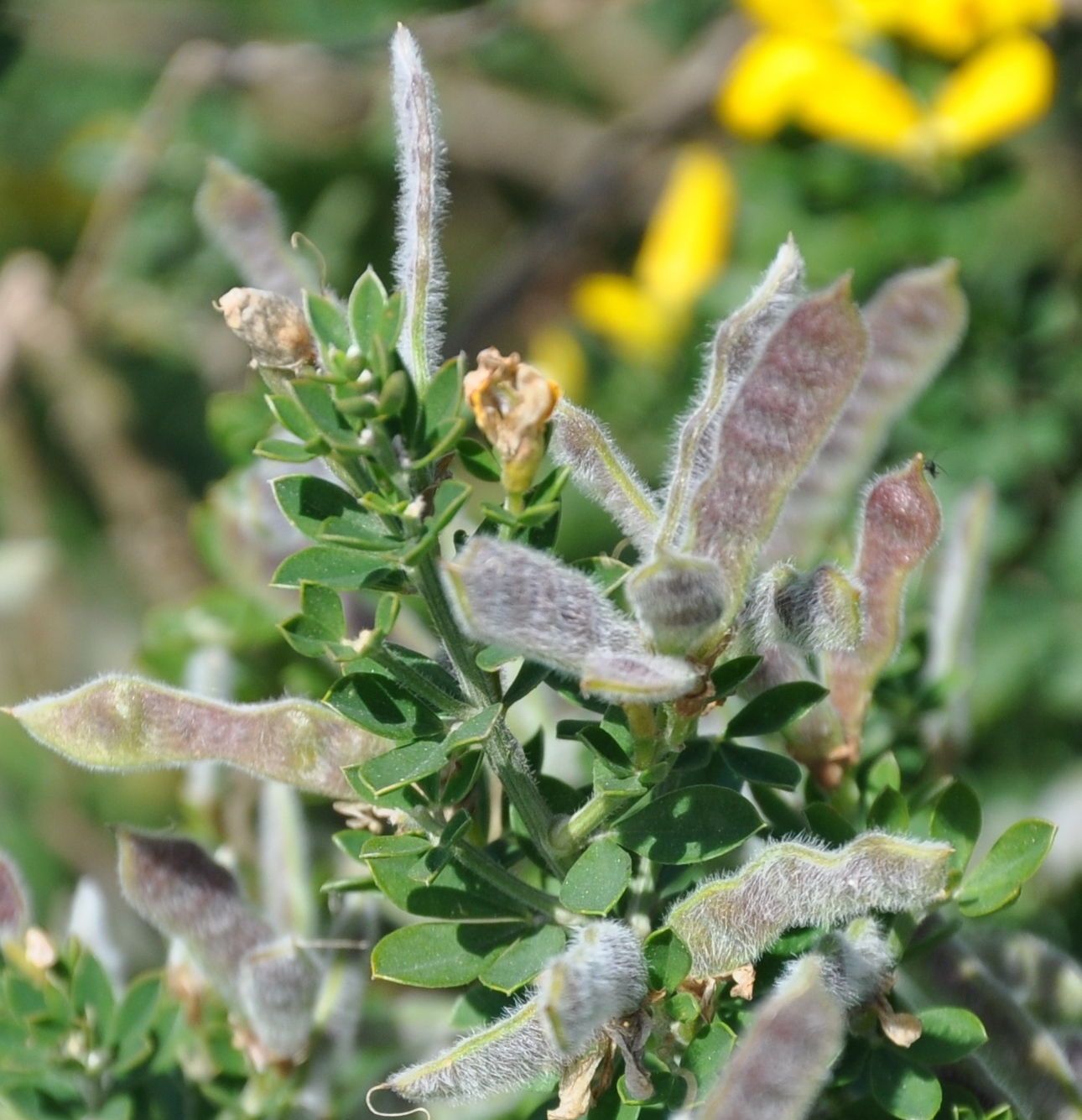
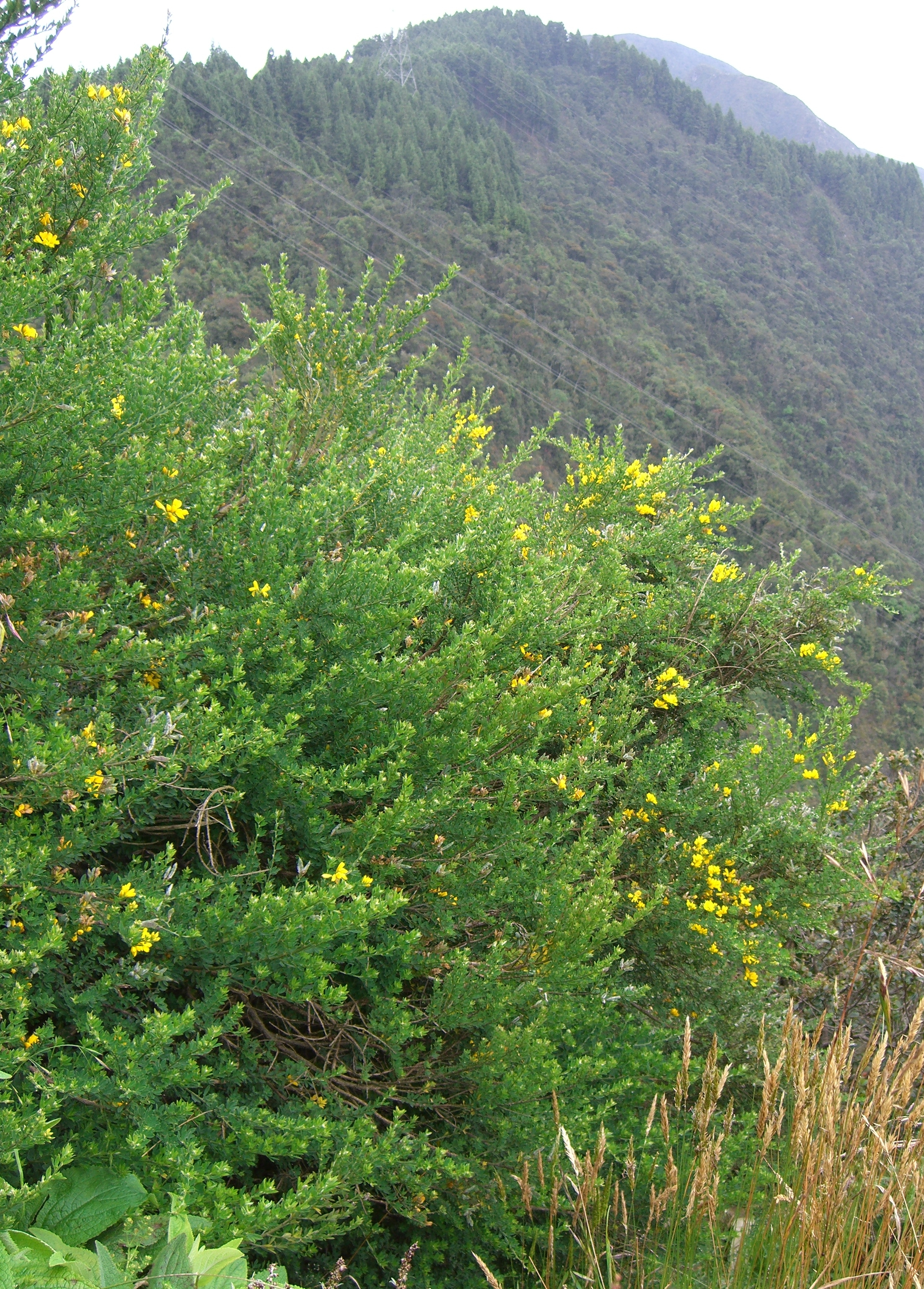
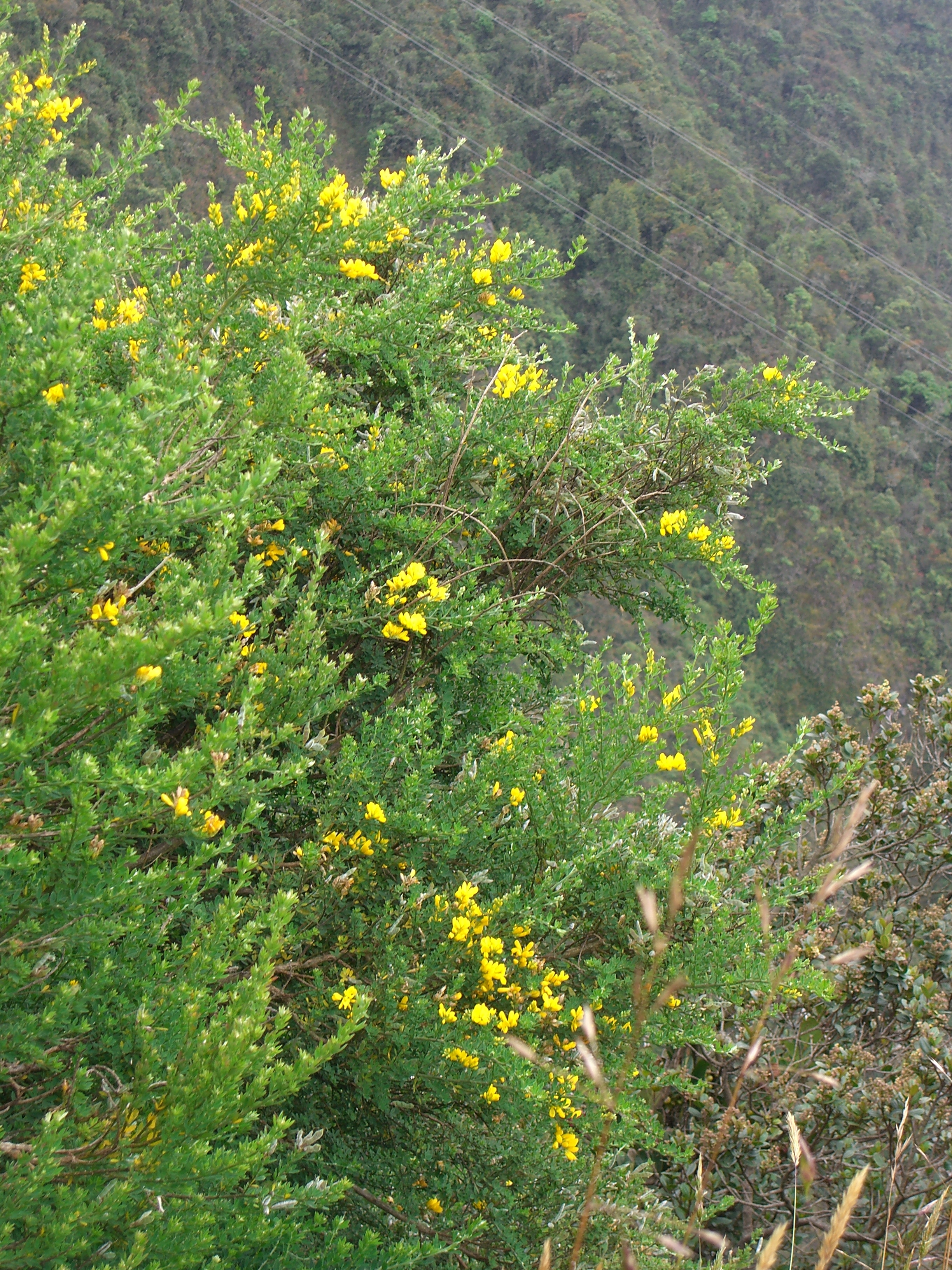
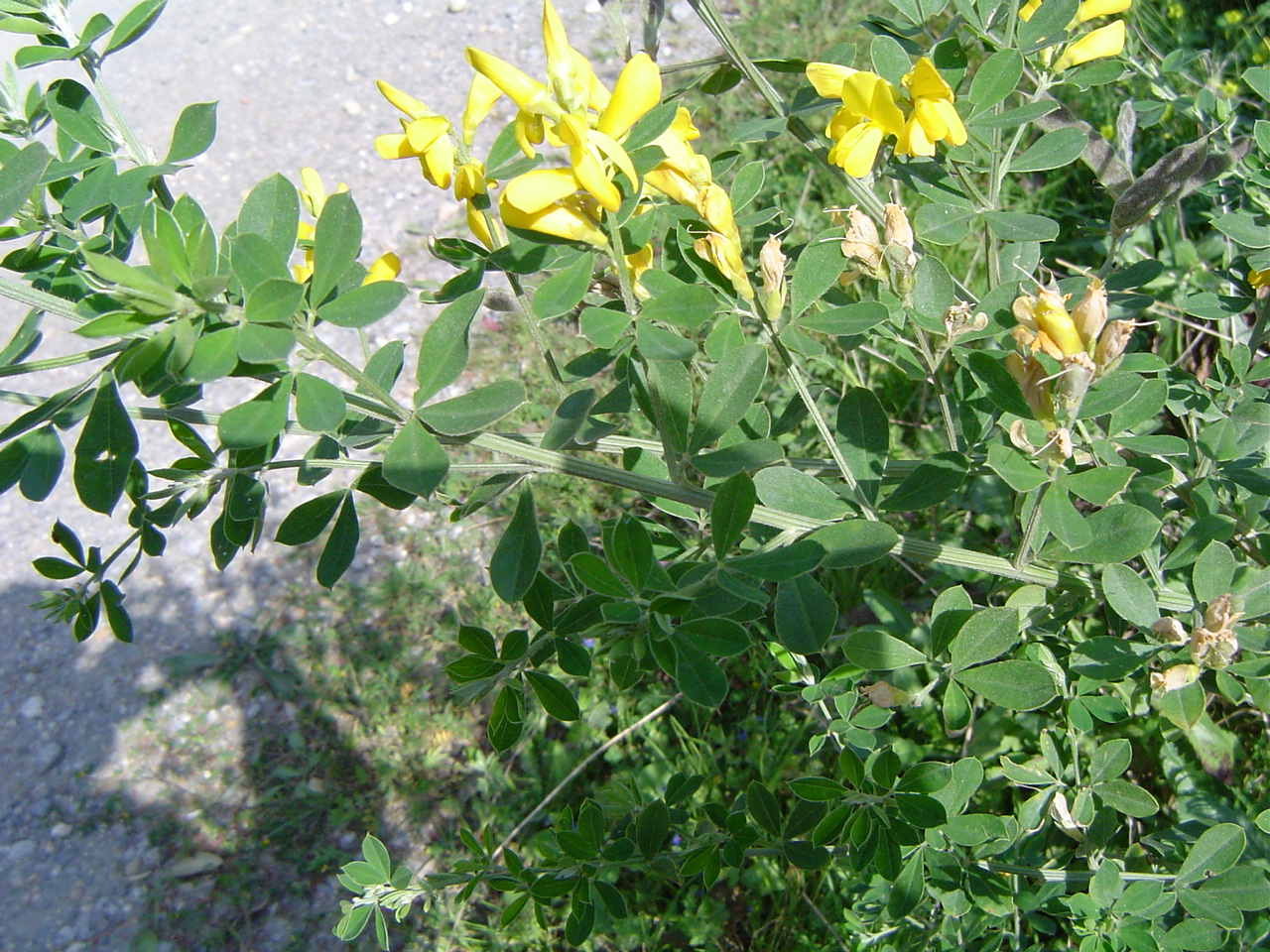